# Тэннин
Тэннин (яп. 天仁 тэннин) — девиз правления (нэнго) японского императора Тоба, использовавшийся с 1108 по 1110 год .

## Продолжительность
Начало и конец эры:
- 3-й день 8-й луны 3-го года Кадзё (по юлианскому календарю — 9 сентября 1108);
- 13-й день 7-й луны 3-го года Тэннин (по юлианскому календарю — 31 июля 1110).

## Происхождение
Название нэнго было заимствовано из 6-го цзюаня классического древнекитайского сочинения «Вэньсюань»:「統天仁風遐揚」.

## События
- 1108 год (1-й год Тэннин) — Минамото-но Тамэёси, внук и наследник Минамото-но Ёсииэ, стал лидером Сэйва Гэндзи (яп. 清和源氏) — клана рода Минамото — после смерти деда[6];
- 1108 (1-й год Тэннин) — крупное извержение вулкана Асама, нанёсшее значительный ущерб[7][8];
- 1108 год (1-й год Тэннин) — Минамото-но Ёситика поднял мятеж против центрального правительства в 1108 г., но был разбит войсками рода Тайра; в результате род Минамото надолго утратил своё влияние при дворе[9], а сам Ёситика был убит в шестой день первой луны первого года Тэннин[10];
- 1109 год (1-я луна 2-го года Тэннин) — император отправился в паломничество по храмам Ивасимидзу и Камо[6].

## Сравнительная таблица
Ниже представлена таблица соответствия японского традиционного и европейского летосчисления. В скобках к номеру года японской эры указано название соответствующего года из 60-летнего цикла китайской системы гань-чжи. Японские месяцы традиционно названы лунами.
| 1-й год Тэннин (Земляная Крыса)     | 1-я луна        | 2-я луна*  | 3-я луна  | 4-я луна* | 5-я луна  | 6-я луна* | 7-я луна* | 8-я луна              | 9-я луна*   | 10-я луна  | 11-я луна* | 12-я луна     |                |
| ----------------------------------- | --------------- | ---------- | --------- | --------- | --------- | --------- | --------- | --------------------- | ----------- | ---------- | ---------- | ------------- | -------------- |
| Юлианский календарь                 | 14 февраля 1108 | 15 марта   | 13 апреля | 13 мая    | 11 июня   | 11 июля   | 9 августа | 7 сентября            | 7 октября   | 5 ноября   | 5 декабря  | 3 января 1109 |                |
| 2-й год Тэннин (Земляной Бык)       | 1-я луна        | 2-я луна*  | 3-я луна  | 4-я луна  | 5-я луна* | 6-я луна  | 7-я луна* | 8-я луна*             | 9-я луна    | 10-я луна* | 11-я луна  | 12-я луна*    |                |
| Юлианский календарь                 | 2 февраля 1109  | 4 марта    | 2 апреля  | 2 мая     | 1 июня    | 30 июня   | 30 июля   | 28 августа            | 26 сентября | 26 октября | 24 ноября  | 24 декабря    |                |
| 3-й год Тэннин (Металлический Тигр) | 1-я луна        | 2-я луна*  | 3-я луна  | 4-я луна  | 5-я луна* | 6-я луна  | 7-я луна* | 7-я луна (високосная) | 8-я луна*   | 9-я луна   | 10-я луна* | 11-я луна     | 12-я луна*     |
| Юлианский календарь                 | 22 января 1110  | 21 февраля | 22 марта  | 21 апреля | 21 мая    | 19 июня   | 19 июля   | 17 августа            | 16 сентября | 15 октября | 14 ноября  | 13 декабря    | 12 января 1111 |

* звёздочкой отмечены короткие месяцы (луны) продолжительностью 29 дней. Остальные месяцы длятся 30 дней.